# 奧克希爾斯普萊斯 (路易斯安那州)
奧克希爾斯普萊斯（英語：Oak Hills Place）是位於美國路易斯安那州東巴吞魯日堂區的一個普查規定居民點。

## 人口
根據2020年美國人口普查的數據，奧克希爾斯普萊斯的面積為8.18平方千米，當中陸地面積為8.06平方千米，而水域面積為0.12平方千米。當地共有人口9239人，而人口密度為每平方千米1,129.46人。